# ارکستا
اُرکستا یا اُرچتا دهستانی در استان آلیکانتهٔ اسپانیا است.
در این دهستان ۷۱۹ نفر زندگی می‌کنند. مساحت این دهستان ۲۴٫۰۹ کیلومتر مربع است.